# Forino
Forino község (comune) Olaszország Campania régiójában, Avellino megyében.

## Fekvése
A megye déli részén fekszik. Határai: Bracigliano, Contrada, Monteforte Irpino, Montoro Inferiore, Moschiano és Quindici.

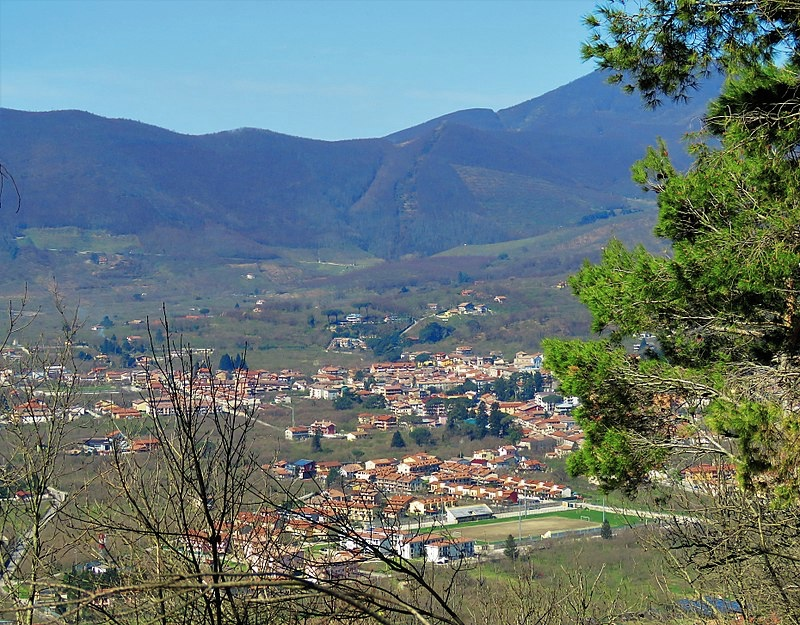
Forino

## Története
Az első települést ezen a területen a rómaiak alapították locus Forino néven, a birodalom fennállásának utolsó századában a barbár inváziók elleni védelem erősítése céljából. A mai település magja a normannok által épített Castello (erődítmény) körül alakult ki, amely az 1805-ös földrengés során teljesen elpusztult. A középkor során az Orsini és Caracciolo nápolyi nemesi családok birtoka volt.  A 19. században nyerte el önállóságát, amikor a Nápolyi Királyságban felszámolták a feudalizmust.

## Népessége
A népesség számának alakulása:

## Főbb látnivalói
- Palazzo Rossi
- Palazzo ex Cassa di Risparmio
- Palazzo Caracciolo
- San Nicola da Bari-templom